# Chalcura sanguiniventris
Chalcura sanguiniventris is een vliesvleugelig insect uit de familie Eucharitidae. De wetenschappelijke naam is voor het eerst geldig gepubliceerd in 1929 door Girault.